# Вестенра, Хейли
Хейли Дее Вестенра (англ. Hayley Dee Westenra, р. 10 апреля 1987, Крайстчерч, Новая Зеландия) — новозеландская певица ирландско-нидерландского происхождения.

## Карьера
Её первый альбом Pure был выпущен в 2003 году и достиг первого места в чартах классической музыки Великобритании, всего было продано 2 млн дисков во всем мире.
Хейли получила многочисленные награды за её вклад в музыку, как в Новой Зеландии, так и в других странах. В ноябре 2008 года она была названа «исполнительницей года» в Лондоне.
«Pure» является самым продаваемым международным дебютным альбомом классической музыки на сегодняшний день, сделав Хэйли Вестенра международной звездой в 16 лет.
Вестенра выступала для первых лиц государств по всему миру. Она является вторым самым молодым послом ЮНИСЕФ на сегодняшний день и внесла свой вклад в благотворительные организации по всему миру.
С августа 2006 года Вестенра присоединилась к ирландской группе Celtic Woman. Хайли также принимала участие в записи альбома Майка Олдфилда «The Music of the Spheres», на котором она исполнила композицию «On my heart».
В 2011 году вышел альбом песен к чемпионату мира по регби 2011, на котором присутствуют несколько песен в исполнении Хейли Вестенра, в том числе наиболее известный гимн регби «World in Union».

## Семья
У её родителей, Джилл и Джеральда Вестенра, ещё двое детей, София и Исаак. Семья музыкальная: бабушка Ширли из Ирландии была певицей, а её дед был пианистом, который также играл на аккордеоне. Хейли окончила школу Бернсайд.

## Альбомы
- Hayley Westenra (2001)
- My Gift to You (2001)
- Pure (2003)
- Odyssey (2005)
- Odyssey (UK Version) (2005)
- Treasure (2007)
- River of Dreams: The Very Best of Hayley Westenra (2008)
- Hayley Sings Japanese Songs (2008)
- Hayley Sings Japanese Songs 2 (2009)
- Winter Magic (2009)
- The Best of Pure Voice (2010)
- Paradiso (2011)
- The Best Of Hayley Sings Japanese Songs (2012)
- Hushabye (2013)